# Silvia Rieger
Silvia Sabine Rieger (* 14. November 1970 in Hinte bei Emden) ist eine ehemalige deutsche Hürdenläuferin.
Ihre Spezialdisziplin waren die 400 Meter Hürden. In dieser Disziplin konnte sie bei den Europameisterschaften 1994 in 54,68 s Silber hinter Sally Gunnell und bei den Europameisterschaften 1998 in 54,45 s Bronze hinter Ionela Târlea und Tetjana Tereschtschuk-Antipowa gewinnen. Bei den Weltmeisterschaften 1995 in Göteborg wurde sie in 55,01 s Sechste, bei den Olympischen Spielen 1996 in Atlanta in 54,57 s Achte. 1998 wurde sie in der 4-mal-400-Meter-Staffel zusammen mit Anke Feller, Uta Rohländer sowie Grit Breuer Europameisterin und stellte ihre 400-Meter-Hürdenbestzeit von 54,22 s beim Weltcup in Johannesburg auf.
Bereits als Jugendliche war sie außerordentlich erfolgreich. Rieger war Junioren-Europameisterin (U20) in den Jahren 1987 und 1989 über 400 Meter Hürden und errang Bronze bei den Juniorenweltmeisterschaften 1988 (U20). In der Erwachsenenklasse gewann sie sechs Deutsche Meistertitel in den Jahren 1990, 1993 und 1996 bis 1999. In den Jahren dazwischen war sie jeweils Vizemeisterin hinter ihrer nahezu gleich alten Dauerrivalin Heike Meißner.
Bis 1997 startete sie für TuS Eintracht Hinte, danach für SV Emden-Harsweg. Aufgrund einer langwierigen Achillessehnenverletzung, deretwegen sie mehrfach operiert wurde, musste sie ihre Karriere im Jahr 2001 beenden. Daraufhin begann sie eine Ausbildung zur Physiotherapeutin. Sie hatte bei einer Größe von 1,75 m ein Wettkampfgewicht von 56 kg.
Für ihre Verdienste um den Sport in Niedersachsen wurde sie in die Ehrengalerie des niedersächsischen Sports des Niedersächsischen Instituts für Sportgeschichte aufgenommen.

## Bestzeiten
- 400 Meter Hürden: 54,22 s (1998)
- 200 Meter: 24,04 s (1994)
- 400 Meter: 52,92 s (1994)